# كارلتون (نيويورك)
كارلتون (بالإنجليزية: Carlton, New York)‏ هي بلدة أمريكية تقع في الولايات المتحدة في مقاطعة أورلينز، نيويورك. يقدر عدد سكانها بـ 2,994 نسمة ومساحتها 115.4 كم2 وترتفع عن سطح البحر 75 متر.

## معرض صور

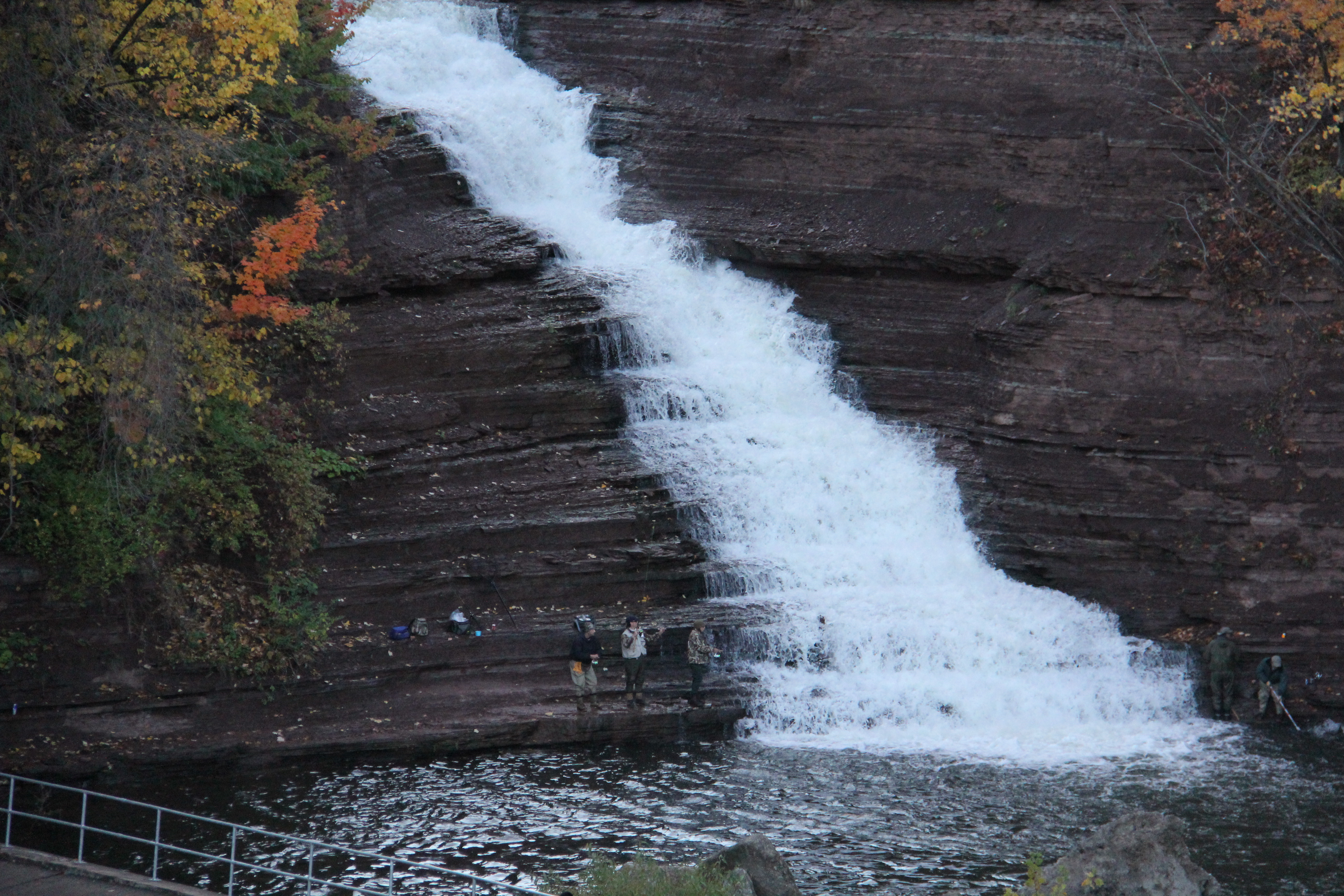
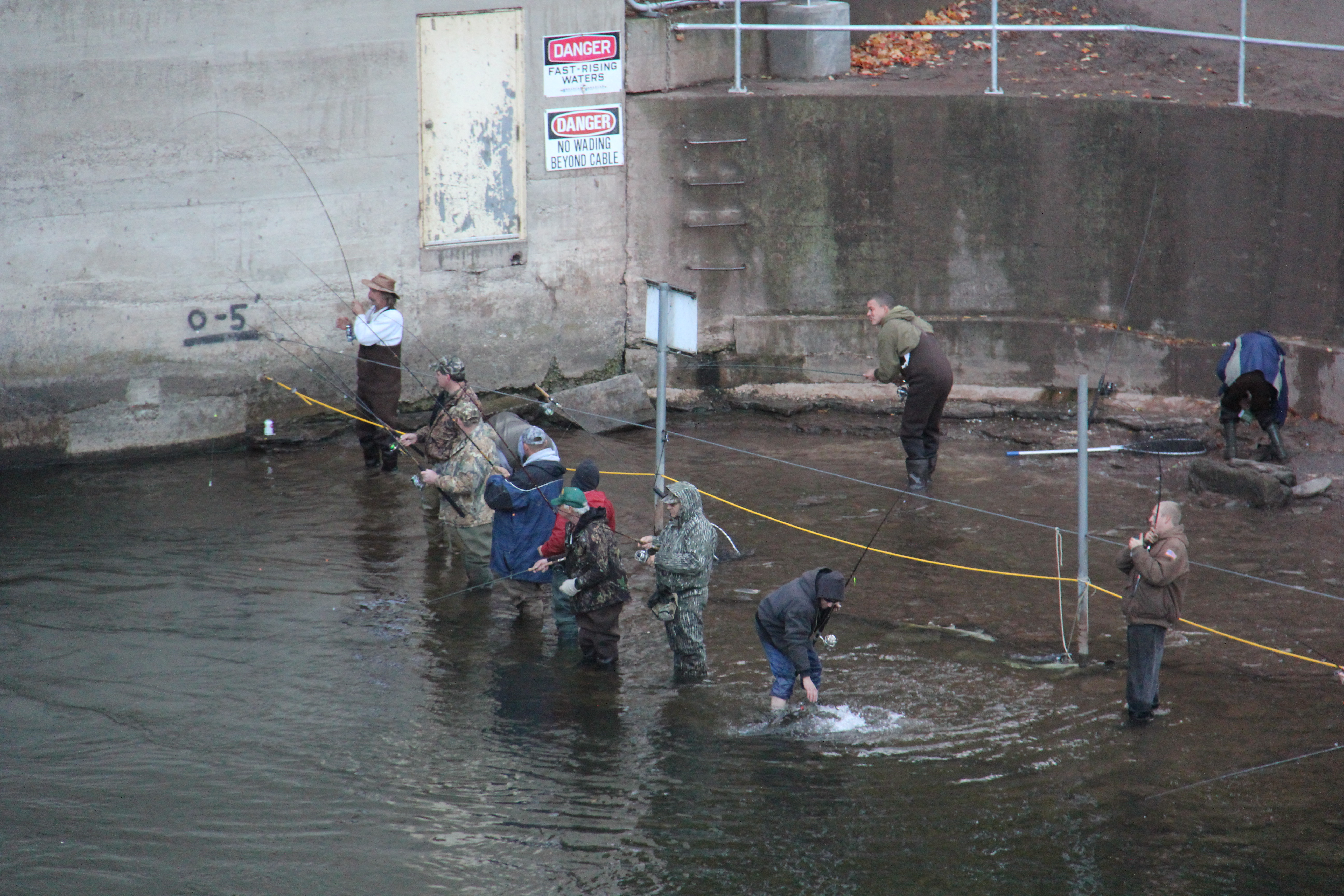
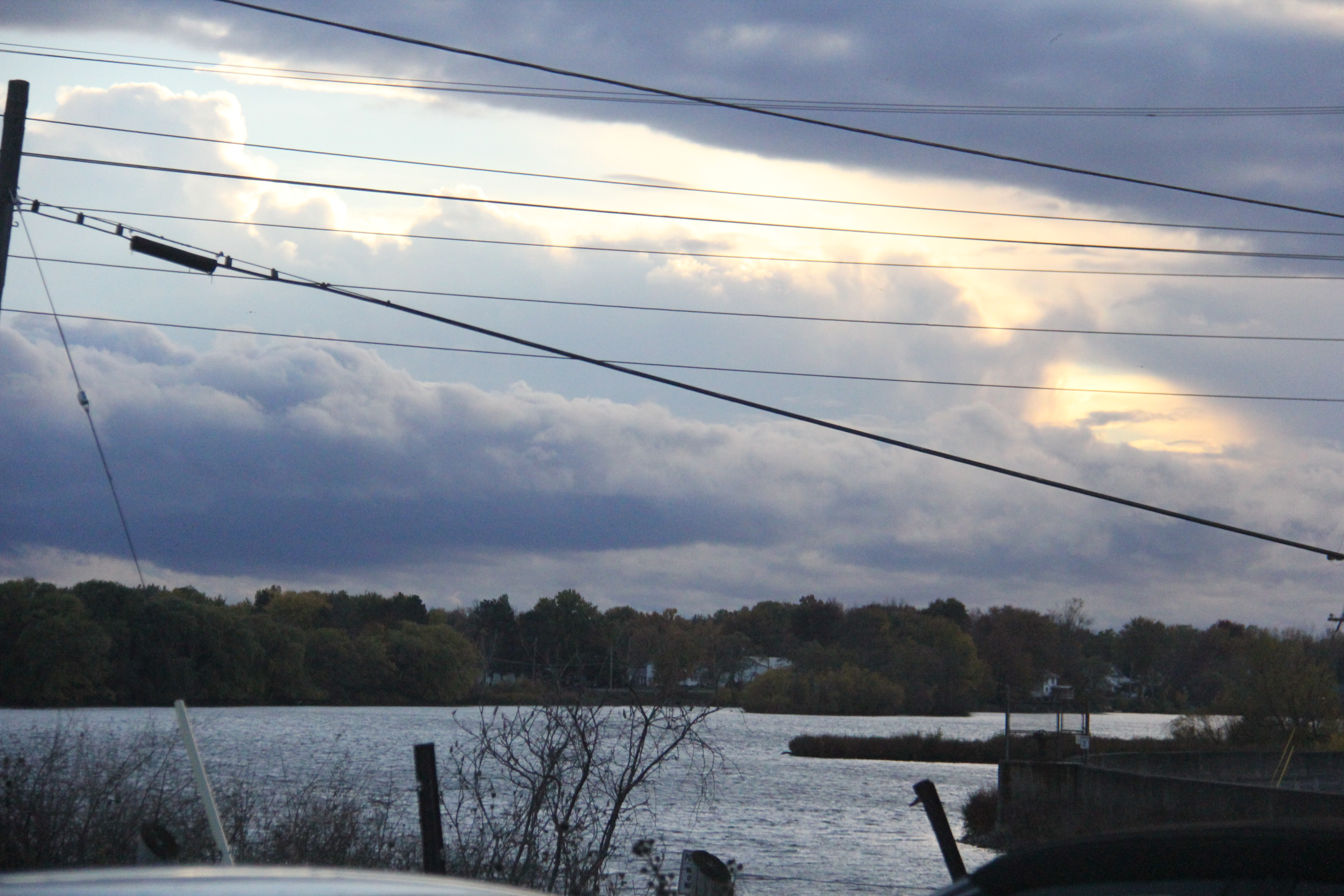
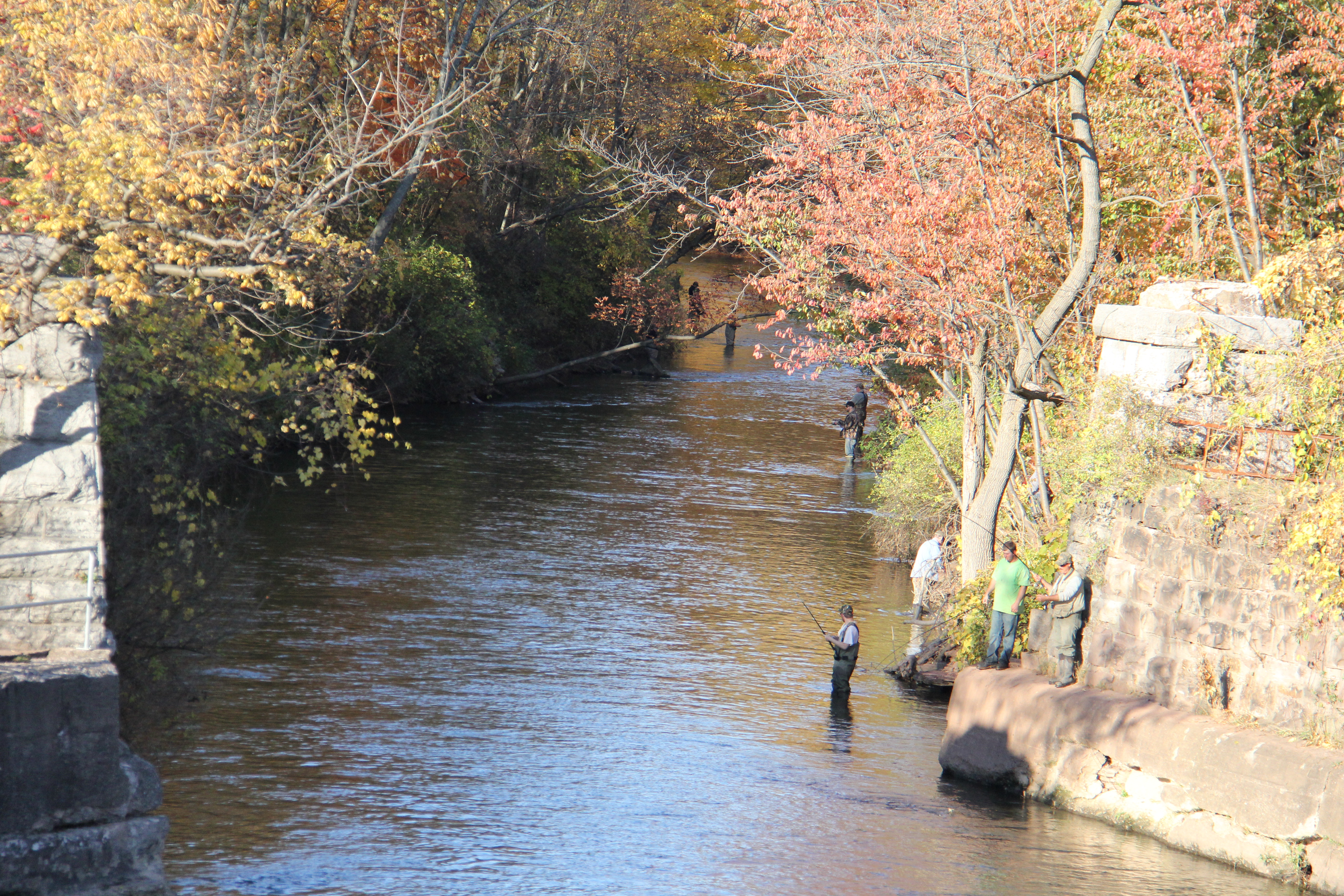